# Neurodegenerazione associata alla pantotenato chinasi
La neurodegenerazione associata alla pantotenato chinasi (PKAN) è una malattia autosomica recessiva, legata al cromosoma 20,caratterizzata da degenerazione cerebrale.

## Epidemiologia
In assenza di dati statisticamente rilevanti, a causa della rarità della malattia, la prevalenza è stimata tra 1 e 3 casi ogni milione.

## Eziologia
La malattia è dovuta a una mutazione del gene PANK2.

## Sintomatologia
Fra i sintomi e i segni clinici vi sono parkinsonismi, distonia in torsione, coreoatetosi, atassia cerebellare, disfagia, disartia, demenza, rigidità, crisi epilettiche, cammino sulla punta dei piedi, spasticità e retinite pigmentosa.

## Esami
- Tomografia computerizzata
- Risonanza magnetica

Con l'imaging diagnostico è possibile evidenziare l'atrofia cerebrale e i depositi di ferro.

## Terapia
Non esiste al momento una terapia efficace; il trattamento è esclusivamente sintomatico.

## Prognosi
Gli individui affetti da tale sindrome hanno un'aspettativa di vita di circa 11 anni.